# Dan Hörning
Dan Oscar Hörning, född 10 mars 1970 i S:t Görans församling i Stockholm, är en svensk fantasyförfattare och poddskapare.
Dan Hörning har givit ut tre romaner på förlaget Neogames: Svärdspel i Hadarlon, Stormens vandrare och Nemea. Stormens vandrare är den första delen i serien Mörkret som även innefattar de kommande Ljusets vandrare, Drömmens vandrare och Nattens vandrare. Både Mörkret och Svärdspel i Hadarlon utspelar sig i rollspelet Eons spelvärld Mundana. Hörning har även gett ut romanen Lasermannen (2009) på Vulkan. På 1990-talet gav han ut fanzinet Rösten från avgrunden tillsammans med bland andra Johannes Nordangård, son till redaktören Magnus Nordangård. 
Hörning gör flera podcaster. Några av dem är på svenska, till exempel Palmemordet (sedan 2017 tillsammans med Tobias Henricsson), Seriemördarpodden, Sagan om Isfolket-podden (med Anna Erlandsson) och Mördarpodden (med Josefine Molén). Bland Hörnings engelska podcasts finns bland annat Fan of History (antik historia), Game of Thrones chat och Fan of Astronomy.  
Flera av Hörnings poddar har förekommit på Poddindex lista över de 100 kommersiella poddar som har flest lyssningar i Sverige. Bland dessa märks Palmemordet, Mördarpodden, Massmördarpodden och Seriemördarpodden.  
Under 2021 gjorde Hörnings podd Olösta mord en över 38 avsnitt lång serie om Sven Sjögrens försvinnande på Gotland 1972.   
Hörning är civilingenjör med en examen i Datateknik, Kungliga Tekniska Högskolan, 1999.